# Pointofix

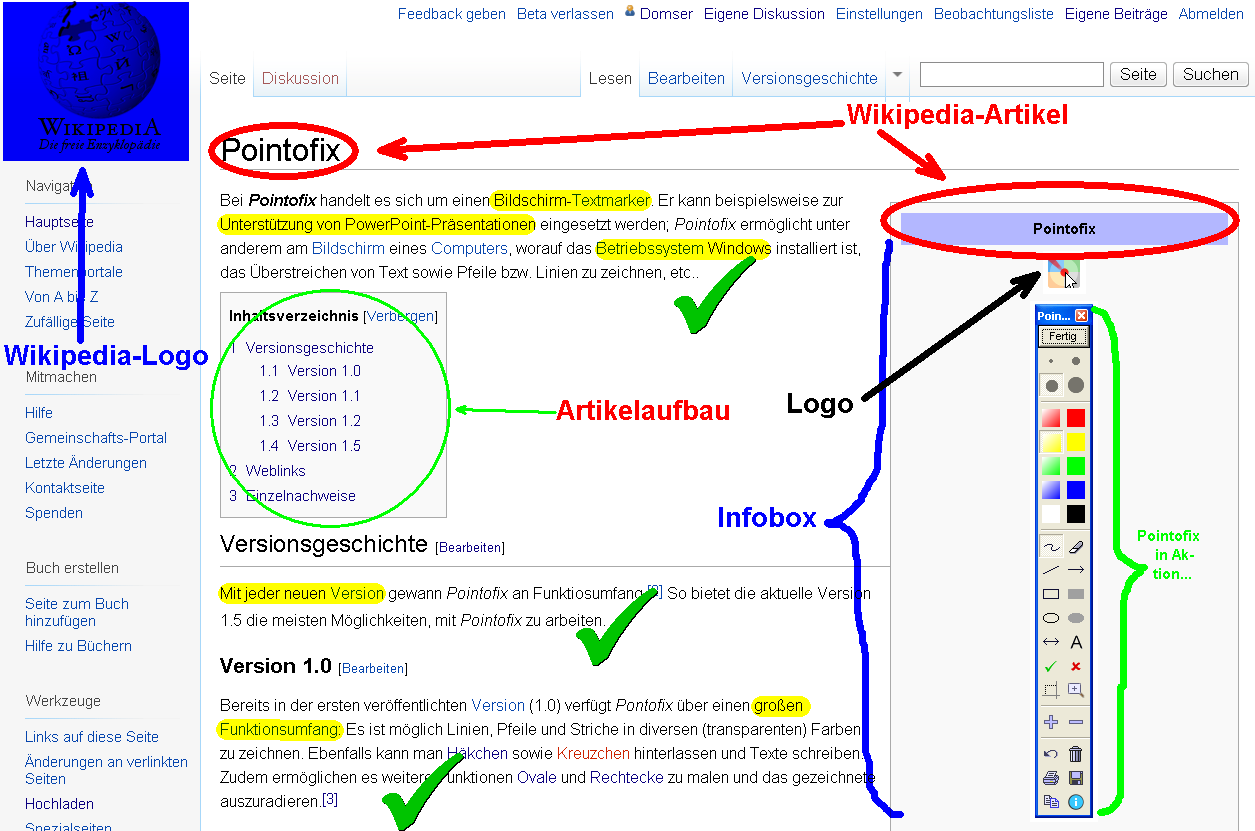
Pointofix unterstützt eine Präsentation

Bei Pointofix handelt es sich um einen Bildschirm-Textmarker. Er kann beispielsweise zur Unterstützung von PowerPoint-Präsentationen eingesetzt werden; Pointofix ermöglicht unter anderem am Bildschirm eines Computers, auf dem das Betriebssystem Windows installiert ist, das Überstreichen von Text sowie Pfeile bzw. Linien zu zeichnen etc.

## Versionsgeschichte
Mit jeder neuen Version gewann Pointofix an Funktionsumfang. So bietet die aktuelle Version 1.8 die meisten Möglichkeiten, mit Pointofix zu arbeiten.

### Version 1.0
Bereits in der ersten veröffentlichten Version (1.0) verfügt Pointofix über einen großen Funktionsumfang: Es ist möglich, Linien, Pfeile und Striche in diversen (transparenten) Farben zu zeichnen. Ebenfalls kann man Häkchen sowie Kreuzchen hinterlassen und Texte schreiben. Zudem ermöglichen es weitere Funktionen Ovale und Rechtecke zu malen und das gezeichnete auszuradieren.

### Version 1.1
In der zweiten Version von Pontofix (1.1) ist das Programm auch in englischer Sprache verfügbar. Zudem wurden Mängel gegenüber der ersten Version behoben. Denn sofern man die linke Maustaste gedrückt hielt, wurden beispielsweise endlos viele Häkchen gezeichnet. Bei der Version 1.1 ist dieses Problem behoben.

### Version 1.2
Es sind bei dieser Version (1.2) keine direkten weiteren Funktionen hinzugekommen. Jedoch bleiben bei dem Beenden des Programms, was ab dieser Version auch mit der Tastenkombination Alt+F4 möglich ist, sämtliche Daten gespeichert: Etwa wo sich das Programmfenster beim Beenden auf dem Bildschirm befunden hat oder welche Funktionen zuletzt angewählt wurden. Des Weiteren ist es nun möglich, persönliche Einstellungen einzurichten.

### Version 1.5
Es sind bei dieser Version (1.5) viele weitere Funktionen hinzugekommen. Neuerdings gibt es eine Lupe, mit der man einen ausgewählten Bereich des Bildschirms um 200 bzw. 400 Prozent zoomen kann. Ebenfalls bietet Pointofix 1.5 an, den gesamten Bildschirm zu vergrößern. Zusätzlich kann man auch einen beliebig großen Bereich des Desktops auswählen, um diesen anschließend je nach Wahl im PNG-, JPEG- oder Bitmap-Format zu speichern oder in die Zwischenablage zu kopieren. Ebenfalls stehen in dieser Version die Farben Weiß und Schwarz zum Gebrauch bereit, welche es zuvor noch nicht gab.

### Version 1.8
Die aktuelle Version (1.8) ist vom Mai 2018 (Stand 13. September 2021).